# William Zabka
William Michael «Billy» Zabka (Nueva York; 20 de octubre de 1965) es un actor, guionista, director y productor estadounidense. Es más conocido por su papel como Johnny Lawrence en la película The Karate Kid (1984) y en la serie secuela Cobra Kai (2018-2025).

## Biografía
Zabka nació en la ciudad de Nueva York, hijo de Nancy Heimert, productora y asistente de producción, y de Stanley William Zabka, director, escritor y compositor. Su padre trabajó como asistente de dirección en el programa The Tonight Show Starring Johnny Carson durante los primeros dos años de la estancia de Carson, y trabajó en la producción de algunos largometrajes como Forced Vengeance (1982) de Chuck Norris.
En 1983, Zabka se graduó de El Camino Real Charter High School en Los Ángeles, California, antes de asistir brevemente a la Universidad Estatal de California, Northridge y especializarse en cine.
Zabka se casó con su esposa, Stacie, en 2008 y tienen dos hijos.

## Trayectoria profesional

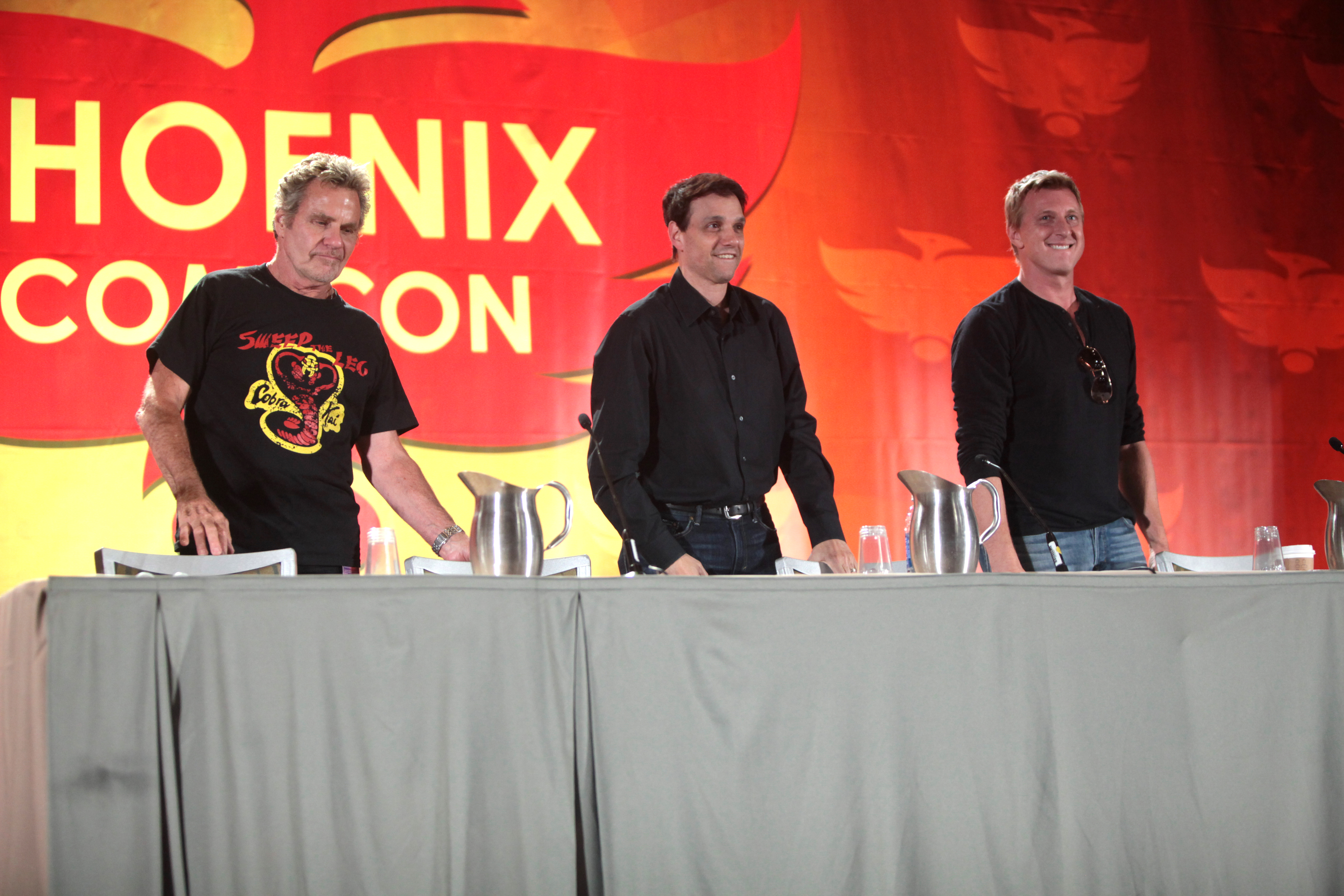
Martin Kove, Ralph Macchio y William Zabka.

Zabka inició su carrera cinematográfica en la película The Karate Kid (1984) con el que sigue siendo su papel más conocido hasta el momento: interpretaba a Johnny Lawrence, el antagonista que  ataca y persigue constantemente al protagonista Daniel LaRusso (Ralph Macchio). Con el mismo personaje también tuvo una breve aparición al inicio de Karate Kid II durante la breve continuación del final de la primera parte.
En los últimos tiempos, ha iniciado una carrera como director de cortometrajes, obteniendo una nominación al Óscar en 2004 por Most, escrito y dirigido por él mismo.
En 2013, reaparece como actor televisivo junto a Ralph Macchio en la serie de comedia estadounidense How I Met Your Mother (en España, Cómo conocí a vuestra madre), en el capítulo 22 de la 8ª temporada, "The Bro Mitzvah", interpretándose a sí mismo. Volvió a aparecer en varios capítulos de esta misma serie durante la 9.ª temporada 
El 4 de agosto de 2017, se anunció que Zabka repetiría su papel de Johnny Lawrence en una serie de 10 episodios de resurgimiento de Karate Kid para YouTube Red titulada Cobra Kai que debutó en 2018. Zabka también es coproductor ejecutivo de la serie con Ralph Macchio. La serie comienza 33 años después de los eventos de la primera película y gira en torno a un Johnny deprimido que, buscando reconstruir su vida, vuelve a abrir el dojo Cobra Kai. Reaviva su rivalidad con un ahora exitoso Daniel LaRusso (Macchio), quien ha estado luchando por mantener el equilibrio en su vida sin la guía de su ahora fallecido mentor, el Sr. Miyagi. 

## Filmografía completa

### Cine
| Cine | Cine                                 | Cine                                                      | Cine                                 | Cine                  | Cine |
| Año  | Título                               | Título                                                    | Título                               | Rol                   |      |
| Año  | Título original                      | Título en España                                          | Título en Hispanoamérica             | Rol                   |      |
| ---- | ------------------------------------ | --------------------------------------------------------- | ------------------------------------ | --------------------- | ---- |
| 1984 | The Karate Kid                       | Karate Kid: el momento de la verdad                       | The Karate Kid                       | Johnny Lawrence       |      |
| 1985 | Just One of the Guys                 | Un chico como todos                                       | Just One of the Guys                 | Greg Tolan            |      |
| 1985 | National Lampoon's European Vacation | Las vacaciones europeas de una chiflada familia americana | National Lampoon's European Vacation | Jack                  |      |
| 1986 | Back to School                       | Back to School                                            | Back to School                       | Chas Osborne          |      |
| 1986 | The Karate Kid Part II               | The Karate Kid Parte 2                                    | Karate Kid: la historia continúa     | Johnny Lawrence       |      |
| 1988 | A Tiger's Tale                       | A Tiger's Tale                                            | A Tiger's Tale                       | Randy                 |      |
| 1991 | For Parents Only                     | For Parents Only                                          | For Parents Only                     | Ted                   |      |
| 1993 | Shootfighter: Fight to the Death     | Shootfighter                                              | Shootfighter: Fight to the Death     | Ruben                 |      |
| 1994 | Unlawful Passage                     | Unlawful Passage                                          | Unlawful Passage                     | Howie                 |      |
| 1995 | The Power Within                     | El poder interior                                         | The Power Within                     | Raymond Vonn          |      |
| 1996 | Shootfighter II                      | Shootfighter II                                           | Shootfighter II                      | Ruben                 |      |
| 1997 | High Voltage                         | Alto voltaje                                              | High Voltage                         | Bulldog               |      |
| 1999 | Interceptors                         | Interceptors                                              | Interceptors                         | Dave                  |      |
| 2000 | Mindstorm                            | Mindstorm                                                 | Mindstorm                            | Rojack                |      |
| 2000 | Falcon Down                          | Proyecto Falcon                                           | Falcon Down                          | John                  |      |
| 2001 | Ablaze                               | Ablaze                                                    | Ablaze                               | Curt Peters           |      |
| 2002 | Gale Force                           | Gale Force                                                | Gale Force                           | Rance                 |      |
| 2002 | Hyper Sonic                          | Hyper Sonic                                               | Hyper Sonic                          | El Ejecutivo          |      |
| 2002 | Landspeed                            | Landspeed                                                 | Landspeed                            | Bob Bailey            |      |
| 2002 | Dark Descent                         | Dark Descent                                              | Dark Descent                         | Marty                 |      |
| 2002 | Antibody                             | Antibody                                                  | Antibody                             | Otto Emmerick         |      |
| 2003 | Most                                 | Puente                                                    | Most                                 | *escritor y productor |      |
| 2004 | Roomies                              | Roomies                                                   | Roomies                              | Slick Salesman        |      |
| 2007 | Smiley Face                          | Las tortugas asesinas                                     | Smiley Face                          | Carcelero             |      |
| 2007 | Cake: A Wedding Story                | Cake: A Wedding Story                                     | Cake: A Wedding Story                | Sam                   |      |
| 2007 | Starting from Scratch                | Starting from Scratch                                     | Starting from Scratch                | Bill Bowman           |      |
| 2010 | Hot Tub Time Machine                 | Jacuzzi al pasado                                         | Un loco viaje al pasado              | Rick Steelman         |      |
| 2011 | Cross                                | Cross                                                     | Cross                                | Saw                   |      |
| 2014 | Where Hope Grows                     | Donde crece la esperanza                                  | Donde crece la esperanza             | Milton Malcolm        |      |
| 2015 | The Dog Who Saved Summer             | The Dog Who Saved Summer                                  | The Dog Who Saved Summer             | Johnny & Apollo (Voz) |      |
| 2016 | The Man in the Silo                  | The Man in the Silo                                       | The Man in the Silo                  | Kevin                 |      |
| 2025 | Karate Kid: Legends                  | Karate Kid: Legends                                       | Karate Kid: Leyendas                 | Johnny Lawrence       |      |

### Series y telefilmes
| 1983      | The Greatest American Hero              | Clarence Mortner, Jr. | Serie de TV - 1 episodio                                                                        |
| 1984      | Gimme a Break!                          | Jeffery               | Serie de TV - 1 episodio                                                                        |
| 1984      | CBS Schoolbreak Special                 | Rick Peterson         | Serie de TV - 1 episodio                                                                        |
| 1984–1985 | E/R                                     | Druggie Kid/Thief     | Serie de TV - 1 episodio                                                                        |
| 1985–1989 | The Equalizer                           | Scott McCall          | Serie de TV - 9 episodios                                                                       |
| 1996      | To the Ends of Time                     | Alexander             | Película para TV                                                                                |
| 2000      | Epoch                                   | Joe                   | Película para TV                                                                                |
| 2000      | Python                                  | Greg Larsen           | Película para TV                                                                                |
| 2002      | Python II                               | Greg Larsen           | Película para TV                                                                                |
| 2013–2014 | How I Met Your Mother                   | Payaso/Él mismo       | Serie de TV - Invitado especial (temp. 8), Papel recurrente (temp. 9)                           |
| 2014      | Psych                                   | Coach Bagg            | Serie de TV - Invitado                                                                          |
| 2015      | Gortimer Gibbon's Life on Normal Street | Sensei Jeff           | Serie de TV - Episodio: "Stanley and the Tattoo of Tall Tales"                                  |
| 2018-2025 | Cobra Kai                               | Johnny Lawrence       | Serie de TV - Elenco principal, también productor ejecutivo y director en el episodio "Rattled" |

## Premios y distinciones
Premios Óscar
| Año  | Categoría          | Película | Resultado |
| ---- | ------------------ | -------- | --------- |
| 2004 | Mejor cortometraje | Most     | Nominado  |